# Thung Fon (huyện)
Thung Fon (tiếng Thái: ทุ่งฝน) là một huyện (amphoe) ở phía đông của tỉnh Udon Thani, đông bắc Thái Lan.

## Địa lý
Các huyện giáp ranh (từ phía nam theo chiều kim đồng hồ) là: Nong Han, Phibun Rak, Ban Dung của tỉnh Udon Thani, Phon Phisai và Sawang Daen Din của tỉnh Sakon Nakhon.

## Lịch sử
Tiểu huyện (king amphoe) Thung Fon đã được lập ngày 1/7/1976, khi tambon Thung Fon and Thung Yai được tách ra từ Nong Han. Đơn vị này đã được nâng cấp thành huyện ngày 21/5/1990.

## Hành chính
Huyện này được chia thành 4 phó huyện (tambon), các đơn vị này lại được chia ra thành 36 làng (muban). Thung Fon là một thị trấn (thesaban tambon) nằm trên một phần của tambon Thung Fon. Có 4 Tổ chức hành chính tambon.
| STT. | Tên           | Tên Thái | Số làng | Dân số |  |
| ---- | ------------- | -------- | ------- | ------ |  |
| 1.   | Thung Fon     | ทุ่งฝน     | 12      | 12.509 |  |
| 2.   | Thung Yai     | ทุ่งใหญ่    | 10      | 9.225  |  |
| 3.   | Na Chum Saeng | นาชุมแสง  | 8       | 5.989  |  |
| 4.   | Na Thom       | นาทม     | 6       | 3.306  |  |